# Thrips gramineae
Thrips gramineae är en insektsart som beskrevs av Dudley Moulton 1936. Thrips gramineae ingår i släktet Thrips och familjen smaltripsar. Inga underarter finns listade i Catalogue of Life.